# Wappen von Ontario

Wappen von Ontario

Das Wappen von Ontario wurde der kanadischen Provinz Ontario im Jahre 1868 durch Königin Victoria verliehen. 1909 ergänzte König Eduard VII. das Wappen um Helmzier und Schildhalter.
Der Wappenschild erscheint auch auf der Flagge von Ontario. Es zeigt auf grünem Grund drei goldene Ahornblätter aus einem Stiel, das Symbol Kanadas. Darüber im silbernen Schildhaupt ein rotes Georgskreuz, das Symbol Englands. Über dem Wappenschild schwebt ein gold-grüner Helmwulst, auf dem ein Amerikanischer Schwarzbär schreitet. Schildhalter sind in Schwarz ein aufgerichteter Elch und ein Hirsch.
Der Wahlspruch lautet: Ut incepit Fidelis sic permanet („Sie begann loyal und wird loyal bleiben“). Dies ist ein Hinweis auf die Loyalisten, die während und nach dem Amerikanischen Unabhängigkeitskrieg flüchteten und sich im späteren Ontario niederließen, als es noch zu Britischen Provinz Québec gehörte.
Die Regierung Ontarios verwendet als Bildmarke jedoch keine Elemente des Wappens, sondern eine stilisierte Blüte einer Großblütigen Waldlilie, die ebenfalls als offizielles Symbol der Provinz gilt.